# Лівії (рід)
Лівії — впливовий плебейський рід у Римській республіці, патриціанський рід Римської імперії. Мав етруське походження. Його представники займали як посади народних трибунів, так й найвищі магістратури, були родичами імператорів. Лівії мали когномени: Друз, Лібон, Салінатор, Дентер, Макат. Особливо впливовими були Лівії Друзи. Було засновано місто Форум Лівієв у північній Італії (сучасне місто Форлі).

## Найвідоміші Лівії
- Марк Лівій Дентер, консул 302 року до н. е.
- Марк Лівій Салінатор, консул 219 та 207 років до н. е., цензор 204 року до н. е., учасник Другої пунічної війни, успішно діяв проти іллірійців та Гасдрубала Барки, сенатор.
- Гай Лівій Салінатор, консул 188 року до н. е.
- Марк Лівій Друз Старший, консул 112 року до н. е., народний трибун 121 року до н. е., противник Гая Гракха, цензор 109 року до н. е.
- Марк Лівій Друз Молодший, народний трибун 91 року до н. е., продовжувач справи Гракхів.
- Марк Лівій Друг Клавдіан, прихильник Гнея Помпея Великого.
- Лівія Друзілла, 2-га дружина імператора Октавіана Августа, мати імператора Тиберія.
- Марк Лівій Друз Лібон, консул 15 року до н. е.